# Abdyl Frashëri
Abdullah bej Dume-Frashëri, connu sous le nom d'Abdyl Frashëri (Frashër, 1839 - Istanbul, 23 octobre 1892) est un député albanais du Majlis ottoman et l'un des principaux dirigeants de la Ligue albanaise de Prizren. Il est le frère ainé de l'écrivain Naim Frashëri.

## Biographie

### Origines et jeunesse
Né dans le village de Frashër dans le Vilajet de Ioannina (aujourd'hui dans le district de Përmet), il est le fils de Halit bey (1797–1859) et Emine Hanem (1814–1861). De son père, il est descendant des Dulellars de Berat, tandis que la famille de sa mère était issue de la lignée d'Iljaz bey Mirahori. La famille appartient à une communauté mulsulmane bektashi.

### Carrière politique
Il passe la première partie de sa vie dans son village natal jusqu'à l'âge de 18 ans, lorsqu'il s'installe à Ioannina pour y travailler. Il se distingue en tant que personnalité politique dès 1877, au moment où la Question d'Orient met en péril une potentielle souveraineté albanaise. En tant que président du Comité albanais d'Ioannina, formé la même année, il rédige un projet de proclamation de l'indépendance de l'Albanie par un soulèvement de libération anti-ottoman. Mais ses espoirs que l'idée de l'État albanais soit soutenue par les rivaux de l'Empire russe, qui ne voulaient pas sa suprématie dans la péninsule balkanique, ne se sont pas concrétisés. Les pourparlers avec des représentants grecs en juillet et décembre 1877 sur une alliance politique et militaire albano-grecque contre l'Empire ottoman ont également échoué, car Athènes n'a pas accepté l'idée d'une Albanie indépendante à l'intérieur de ses frontières ethniques.
Fin 1877, Abdyl Frashëri, alors député de Ioannina dans le deuxième parlement de l'Empire ottoman, est élu président du Comité central pour la protection des droits de la nation albanaise, formé à Istanbul (également connu sous le nom de Comité d'Istanbul). En tant que président, il apporte une contribution importante à l'élaboration d'une plateforme politique pour le mouvement national, après la victoire russe sur l'Empire ottoman et surtout après la signature du traité de San Stefano. Selon la thèse d'Abdyl Frashëri, dans les conditions créées par les tendances expansionnistes de la Russie tsariste, par les intérêts des puissances occidentales à maintenir à flot l'Empire ottoman et par les intentions des monarchies balkaniques voisines de diviser l'Albanie, la solution la plus appropriée (un solution temporaire) est la création d'un État albanais autonome sous la souveraineté du sultan ou, du moins, la création d'un vilayet albanais uni au sein de l'Empire ottoman. Un tel vilayet aurait pu, selon lui, préserver les frontières ethniques de l'Albanie et les droits culturels des Albanais.

### Engagement dans une lutte indépendantiste armée
En tant que figure majeure du Comité d'Istanbul, Abdyl Frashëri présente le projet de création de la Ligue albanaise de Prizren à travers des articles qu'il publie dans plusieurs journaux européens au cours du printemps 1878. Après la création de la Ligue, Abdyl Frashëri s'y illustre en tant que dirigeant, œuvrant surtout dans les régions du Vilayet de Ioannina et du Kosovo. Convaincu que l'intégrité territoriale allait de pair avec une autonomie politique, il participe également aux principales assemblées organisées par le Conseil général de la Ligue albanaise ou par ses comités interprovinciaux, à la tête de l'aile autonomiste du mouvement, À l'Assemblée constituante de la Ligue de Prizren, il est élu président de sa commission des affaires étrangères. Le 1er novembre 1878, il représente la région tosque à la première assemblée de Dibër, où une résolution pour la création du Vilayet autonome unifié d'Albanie est formellement demandé. Il est le principal organisateur de l'Assemblée de Preveza, en janvier 1879, qui cherche à empêcher l'intégration de la Chamerie à la Grèce. Au printemps 1879, il dirige la délégation de la Ligue qui se rendit dans les capitales des grandes puissances européennes pour défendre l'intégrité territoriale et les droits à l'autonomie de l'Albanie. Promoteur du projet approuvé par la Deuxième Assemblée de Frashër pour former un gouvernement intérimaire, Abyl Frashëri dirige l'Assemblée nationale de Gjirokastra, qui s'est prononcée en faveur de la création d'un État albanais autonome par la lutte armée.
Le programme autonomiste recevant un accueil faible, notamment du côté des représentants du courant modéré des activistes albanais, Frashëri se déplace au Kosovo où, avec ses compagnons d'armes albanais kosovars, il met en œuvre le projet de Gjirokastër. Il devient ainsi membre du gouvernement provisoire formé à Prizren au début de l'année 1881, et apporte une contribution importante aux préparatifs politiques et militaires pour une défense contre l'expédition militaire ottomane.

### Emprisonnement et fin de vie
Après la dissolution de la Ligue, le 2 mai 1881, il arrive à Bitola accompagné d'un officier de gendarmerie et de sept gendarmes de cavalerie, arrêté alors qu'il se rend de Dibër à Elbasan auprès de Mahmud bej Biçakçiu. De là, il est envoyé auprès du Pacha Derviche à Prizren, qui l'emprisonne dans le château de la ville où demeure trois ans, ce qui ruine sa santé. Il est ensuite  exilé avec sa famille à Balliqeser et Bandërma en Anatolie pendant deux années supplémentaires. Il finit par être amnistié avec l'intervention de Gazi Osman Pacha, le héros de Plevna ; puis il retourné à Istanbul, où il est nommé représentant du conseil municipal de la capitale. Il meurt dans la capitale de l'Empire ottoman en 1892, après une longue maladie.